# Карпатская Украина
Карпа́тская Украи́на (укр. Карпатська Україна) —  автономная область в составе Чехословакии, созданная в декабре 1938 года путем переименования Подкарпатской Руси, полная административная и политическая автономия которой была подтверждена Конституционным законом от 22 ноября 1938 года. За 20 лет до этого Закарпатье вошло в состав новосозданной Чехословакии в соответствии с Трианонским договором 1920 года. 2 ноября 1938 года Первый Венский арбитраж отделил некоторые территории от Чехословакии, в том числе и южную часть Закарпатья, в основном заселенную венграми, и передал их Венгрии. После распада Второй Чехословацкой Республики, 15 марта 1939 года в городе Хуст Карпатская Украина провозгласила независимость. Государство просуществовало ровно один день — до 16 марта, когда этот город захватили венгерские войска (по другим сведениям — до 18 марта, когда Венгрией была оккупирована вся территория Карпатской Украины).
Регион оставался под контролем Венгрии до окончания Второй мировой войны в Европе, после чего был оккупирован и присоединен к Советскому Союзу. В настоящее время территория представляет собой Закарпатскую область Украины.

## История
Территория Карпатской Украины до 1918 года входила в Австро-Венгерскую империю. 1 января 1919 года в Хусте 420 делегатов Всенародного собрания украинцев единогласно постановило присоединить Закарпатье к Украинской Народной Республике. 4 июня 1920 года в соответствии с Трианонским договором Закарпатье вошло в состав Чехословакии как одна из четырёх «земель» под названием Подкарпатская Русь (c 26 октября 1938 года — «автономная земля» Карпатская Украина в составе «второй» Чехословацкой республики).
После того, как в результате Мюнхенского соглашения 1938 года Чехословакия была ликвидирована, на территории автономной Карпатской Украины было провозглашено одноимённое независимое государство. Его президентом стал Августин Волошин. Он сразу же направил телеграмму Адольфу Гитлеру:

От имени правительства Карпатской Украины прошу Вас принять к сведению провозглашение нашей самостоятельности под охраной Немецкого Рейха.
— Премьер-министр доктор Волошин. Хуст.
Официальной реакции Германии не последовало. На повторное обращение правительства Волошина 15 марта консул Германии в Хусте посоветовал ему «не оказывать сопротивления венгерскому вторжению, ибо немецкое правительство в данной ситуации, к сожалению, не может взять Карпатскую Украину под протекторат».
Тем временем венгерское правительство направило руководству Карпатской Украины предложение разоружиться и мирно войти в состав Венгрии. В ответ Волошин объявил, что Карпатская Украина — мирное государство и хочет жить в мире с соседями, но в случае необходимости даст отпор любому агрессору.
Но уже на следующий день после провозглашения независимости, 16 марта, Хуст был захвачен венгерской армией. По другим сведениям, венгерские войска вторглись в Закарпатье уже 14 марта, из-за чего правительство Карпатской Украины было вынуждено покинуть территорию государства практически через несколько часов после провозглашения независимости; 16 марта был занят Хуст, а 18 марта Венгрией была оккупирована вся территория Карпатской Украины.
Борцы за независимость Карпатской Украины вели партизанскую войну до середины апреля 1939 года.
В ходе Карпатско-Ужгородской операции 9 сентября — 28 октября 1944 года немецкие и венгерские войска были выбиты с территории Карпатской Украины.
26 ноября 1944 года в городе Мукачево первый съезд народных комитетов Закарпатской Украины принял манифест о воссоединении Закарпатской Украины с Советской Украиной.
В последующем, в результате соглашения между Чехословакией и СССР в 1945 году ранее заявленная территория Карпатской Украины отошла к СССР и стала Закарпатской областью в составе Украинской ССР.

## Герб Карпатской Украины
15 марта 1939 года доктор Августин Волошин открыл сессию Сойма (регионального парламента), на котором был принят ряд конституционных законов касательно будущего государственного устройства. В § 5 вынесенного на обсуждение законопроекта, предлагалось утвердить в качестве государственного герба Карпатской Украины прежний герб Подкарпатской Руси, вместе с которым должен был использоваться герб Украинской Народной Республики — «тризуб». Идея разместить на гербе трезубец принадлежала доктору Степану Росохе, уроженцу Марамороша.
§ 6. Государственным гербом Карпатской Украины является прежний краевой герб: медведь в левом красном полукруге, четыре синие и три жёлтые полосы в правом полукруге и тризуб св. Владимира Великого с крестом на среднем зубе.
Оригинальный текст (укр.)
§ 6. Державним гербом Карпатської України є дотеперішній краєвий герб: медвідь у лівім червонім півколі, чотири сині та три жовті смуги у правому півколі і ТРИЗУБ св. Володимира Великого з хрестом на середньому зубі.
- Герб Подкарпатской Руси и Карпатской Украины
- Герб Карпатской Украины (предполагаемый вид)